# Rotava (vattendrag)
Rotava är ett vattendrag i Tjeckien.   Det ligger i regionen Karlovy Vary, i den västra delen av landet, 130 km väster om huvudstaden Prag.